# Armand Catafago
Armand Catafago, né le 13 janvier 1926 et décédé le 16 septembre 2010, à Alexandrie, en Égypte, est un ancien joueur égyptien de basket-ball.

## Palmarès
- Champion d'Europe 1949
- 3e du championnat d'Europe 1947